# Oroniem
Een Oroniem (van het Griekse: ορός oros "berg" en ὄνυμα ónuma "naam") is een naam van een berg of reliëf. De oronymie is een deelgebied van de toponymie en houdt zich vooral bezig met de oorsprong, betekenis, geschiedenis en regionale verbreiding van berg - en reliëfnamen en de systematiek die hierin terug te vinden is. 
Oroniemen behoren tot de meest duurzame talige elementen. Zo zijn er bijvoorbeeld in de Alpen veel namen van bergen en heuvels uit het Romeinse en Keltische en mogelijk zelfs het voorkeltische tijdperk bewaard gebleven.  
Tijdens het tijdperk van het kolonialisme kregen oroniemen niet zelden een politieke lading. Zo werd de hoogste berg van de Himalaya met de Tibetaanse naam Tschomolungma ("hemelsgodin") in 1852 in eerste instantie omgedoopt tot "Top XV", en in 1865 aanvankelijk provisorisch hernoemd naar degene die had geholpen bij het meten van de berg, George Everest. De naam Mount Everest is sindsdien de definitieve naam van de berg geworden, althans in Europa en Amerika. 